# 约翰·拉滕胡贝尔
约翰·拉滕胡贝尔（Johann Rattenhuber，1897年4月30日—1957年6月30日）是一名德国警察和党卫队将领（親衛隊集團領袖，相当于国防军陆军中将）。1933-1945年间，他曾领导希特勒的私人安保单位国家安全局。1942年1月，拉滕胡贝尔麾下的国家安全局部队对227名犹太人展開枪决行动。战后，他被苏方囚禁，並于1955年10月10日获释，后获准入境西德。他最终在1957年死于慕尼黑。